# هیدرولاز
هیدرولاز آنزیمی است که آبکافت پیوندهای شیمیایی را کاتالیز می‌کند. به بیان دیگر این آنزیمها با افزودن یک مولکول آب به ترکیبات مختلف آنها را تجزیه می‌کنند.
- A–B + H2O → A–OH + B–H

## انواع
آنزیمهای این گروه بیش از دویست نوعند که بر ترکیبات مختلفی اثر می‌کنند. از جمله مهم‌ترین هیدرولازها استرازها هستند که شامل لیپازها (که پیوندهای استری لیپیدها را تجزیه می‌کنند)، فسفاتازها، فسفودی‌استرازها و نوکلئازها هستند. هیدرولازها در انسان بسیار زیادند و به ویژه در گوارش فعالند مانند لیپاز، فسفولیپازها، پروتئازها، اگزوپپتیداز، اندوپپتیدازها، گلیکوزیدازها مانند لاکتاز، فسفولیپاز و اسفینگومیلیناز و … هیدرولازها برای تجزیه پروتئینها ممکن است پیوندهای C−O (کربن-اکسیژن) یا (C−N) یا (C−C) و حتی فسفر-نیتروژن (P−N) را بشکنند.